# Horstmühle (Baruth/Mark)
Die Horstmühle ist ein Wohnplatz im Ortsteil Schöbendorf der Stadt Baruth/Mark im Landkreis Teltow-Fläming in Brandenburg.

## Lage
Schöbendorf liegt westlich des Stadtzentrums; der Wohnplatz am äußeren westlichen Ende des Ortsteils. Er grenzt im Süden an Lynow und im Westen an Schönefeld; beides Ortsteile der Gemeinde Nuthe-Urstromtal. Nördlich liegt der Baruther Ortsteil Horstwalde sowie der weitere Ortsteil Paplitz im Osten. Westlich des Wohnplatzes fließt der Dammgraben Lynow in Süd-Nord-Richtung an dem Wohnplatz vorbei. Südlich liegt in West-Ost-Richtung der Horstgraben Horstwalde. Naturräumlich gehört der Wohnplatz zu den Flemmingwiesen im Baruther Urstromtal und liegt damit im Naturschutzgebiet Schöbendorfer Busch.

## Geschichte
Der Wohnplatz erschien erstmals im Schmettauschen Kartenwerk in den Jahren 1778 und 1786 mit einer Wassermühle, die zur Standesherrschaft Baruth gehörte. Das Ortschaftsverzeichnis aus dem Jahr 1858 führt für den Wohnplatz ein Wohnhaus sowie zwei Wirtschaftsgebäude aus, darunter eine wassergetriebene Getreidemühle. Im Jahr 1861 erschien erstmals die Bezeichnung Horstmühle. Es bestand zehn Jahre später aus dem Mühlenetablissement mit einem Wohnhaus. In der zweiten Hälfte des 18. Jahrhunderts entstand ein Hauptgebäude, das um 1850 mit mehreren Kachelöfen ausgestattet wurde. Im frühen 20. Jahrhundert wurden verschiedene Türen und Treppengeländer verändert. Um 1900 kamen ein Wirtschaftsgebäude sowie ein Eiskeller hinzu. Der Wohnplatz kam 1929 zur Gemeinde Lynow. Das Objekt wurde bis in die 1980er Jahre genutzt. Im Jahr 1950 befand sich in dem Gebäude eine Station für Wandern und Touristik des Komitees für Touristik und Wandern, die von Luckenwalde aus verwaltet wurde. Seit den 1980er Jahren verfiel das Gebäude.
Das Mühlengebäude ist im 21. Jahrhundert nicht mehr vorhanden. Das Haupthaus, ein Wirtschaftsgebäude sowie ein Eiskeller stehen unter Denkmalschutz. Ein Förderverein setzt sich seit 2007 für den Erhalt ein und öffnet das Ensemble an ausgewählten Tagen das Gebäude, zum Beispiel am Tag des offenen Denkmals. In den Jahren 2009/2010 wurden Sicherungsarbeiten am Stalldach vorgenommen, 2011 begann der Aufbau einer Rasthütte, die 2012 fertiggestellt wurde. Eine Wanderhütte entstand im Jahr 2015. Eine weitergehende Sanierung wurde durch Rechtsstreitigkeiten zwischen der Fürstenfamilie Solms-Baruth und der Stadt behindert.

### Hauptgebäude

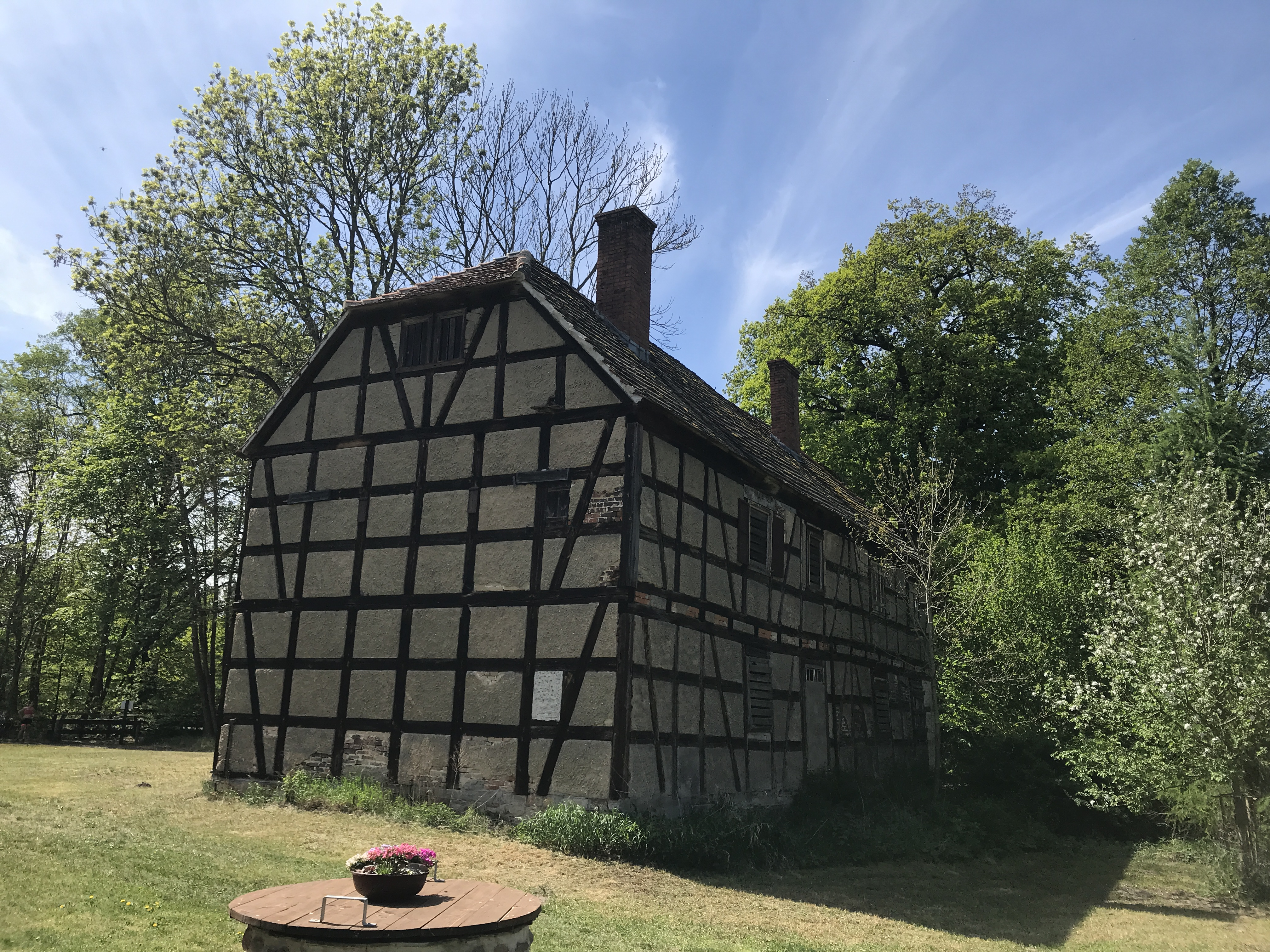
Ansicht von Nordosten, im Vordergrund der Mühlengrill

Das Hauptgebäude ist ein zweigeschossiger Bau, der aus Fachwerk errichtet wurde. Das zweifach verriegelte Gefach wurde aus Holz errichtet, die Ausfachung im Außenbereich mit Hilfe von Mauerziegeln, im Innenbereich mit Lehm vorgenommen. So entstand ein siebenachsiger Baukörper, der von Süden her über eine mittig angebrachte, rechteckige Tür betreten werden kann. In den seitlichen Achsen sind im Erdgeschoss sechs große und hochrechteckige Fenster, im darüberliegenden Geschoss sieben kleinere Fenster. Im Gebäude entstanden als Doppelhaus zwei Wohneinheiten pro Etage, die durch einen mittleren Eingangsflur und einer gewendelten Treppe erreichbar waren. Jede Wohneinheit bestand aus zwei Stuben sowie einer Küche mit Kammer. In den Räumlichkeiten stehen Kachelöfen aus der Mitte des 19. Jahrhunderts, die im Stil des Spätklassizismus gearbeitet sind. An der Ostseite befindet sich lediglich im Giebel eine kleine Öffnung, während an der Nordseite eine weitere Tür sowie drei, im Obergeschoss weitere vier Fenster befinden. Das Hauptgebäude trägt ein Krüppelwalmdach, das mit Biberschwanz in Kronendeckung gedeckt ist. Der Förderverein Horstmühle-Baruth sieht in dem Ensemble ein „charakteristisches Beispiel für die einst neben Städten und Dörfern das Land prägenden kleinen Sitzungsplätze“ und hebt die „einsame und malerische Lage inmitten des Baruther Urstromtals in seltener Ursprünglichkeit“ hervor.

### Nebengebäude und Eiskeller

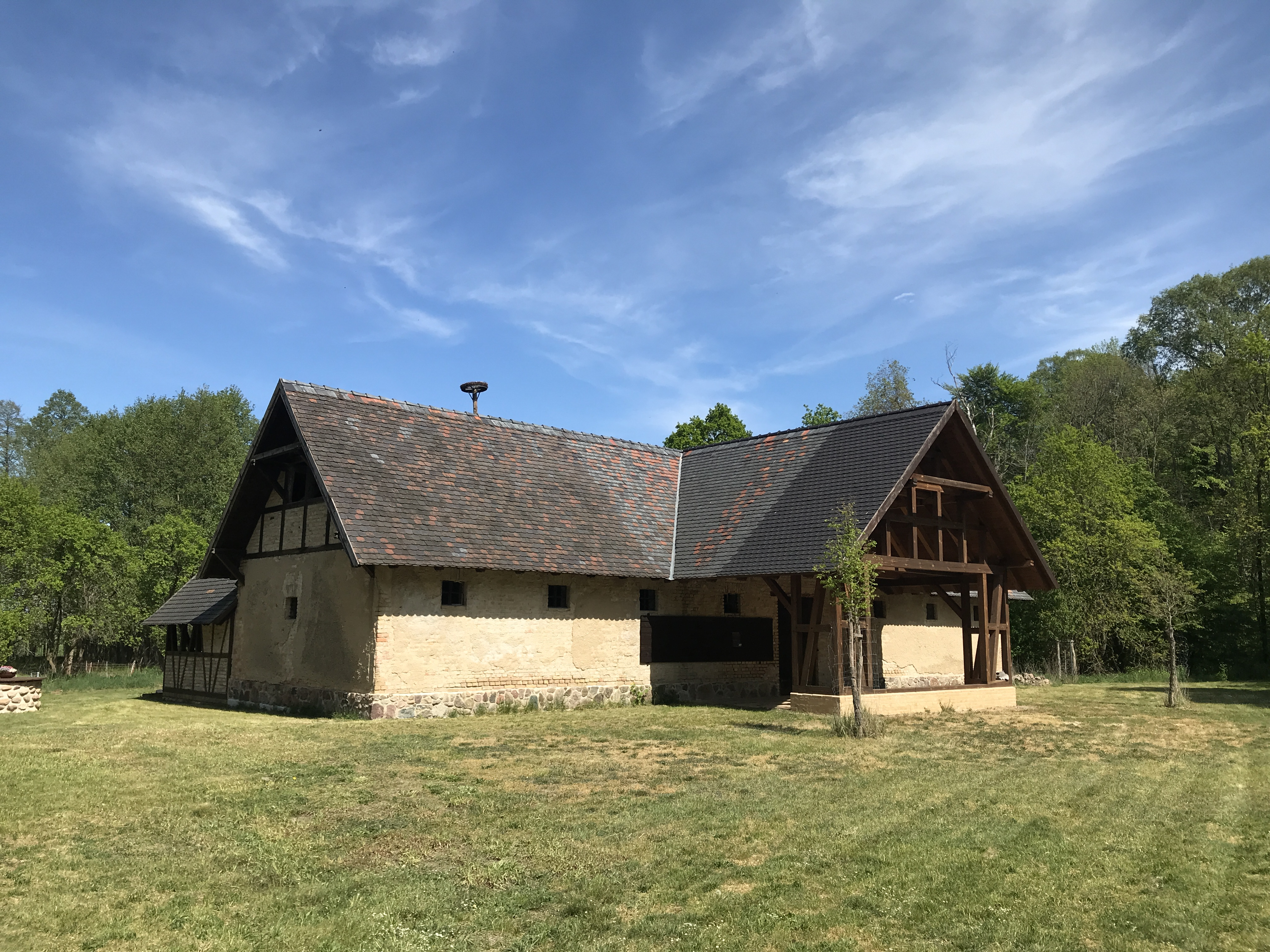
Nebengebäude

Östlich des Haupthauses steht ein eingeschossiges Wirtschaftsgebäude, in dem sich zu einer früheren Zeit Stallungen befanden. Es fußt auf einem Sockel aus unbehauenen und nicht lagig geschichteten Feldsteinen und wurde ebenfalls aus Mauerziegeln erstellt. Im Gebäude sind im oberen Drittel der Wand umlaufende, querrechteckige Öffnungen. Nach Süden ist ein Zwerchgiebel mit Giebelfachwerk, hinter dem sich eine Pforte befindet. Das Nebengebäude besitzt ein Satteldach mit Biberschwanzdeckung. Im Nordosten ist ein Anbau mit einem Pultdach, der als Toilette dient. Zwischen beiden Gebäuden steht ein „Mühlengrill“, der von Mitgliedern des Fördervereins errichtet wurde.
Südöstlich des Nebengebäudes befindet sich ein Eiskeller mit zwei Kammern, die aus Mauersteinen errichtet wurden. Die ursprünglich vorhandene Tür wurde entfernt und durch Einflugschlitze ersetzt. Dahinter leben Fledermäuse, denen der Eiskeller als Quartier dient.